# السنينة (إب)

تعديل مصدري - تعديل

السنينة محلة تابعة لقرية الشبر، التابعة لعزلة جبل معود بمديرية إب إحدى مديريات محافظة إب في الجمهورية اليمنية.، بلغ تعداد سكانها 100 حسب تعداد اليمن لعام 2004.